# Margaret Menegoz
Pour les articles homonymes, voir Ménégoz.
Margaret Menegoz, née Margit Katalin Baranyai le 21 avril 1941 à Budapest (Hongrie) et morte le 7 août 2024 à Montpellier, est une productrice française d'origine hongroise. Elle est directrice de la société Les Films du Losange.

## Biographie
Margaret Menegoz commence sa carrière dans le cinéma comme monteuse. Elle est gérante de la société des Films du Losange depuis 1975. Elle produit les films de cinéastes comme Jean-Claude Brisseau, Michael Haneke, Éric Rohmer, ou encore Andrzej Wajda.
Menegoz fait partie du jury du festival de Cannes 1991. Elle préside Unifrance films de 2003 à 2009. Elle est membre de la Commission nationale du film France et fait partie du conseil d'administration de la Cinémathèque française. En 2013, elle reçoit au festival du film de Locarno le prix Raimondo Rezzonico du meilleur producteur indépendant.
Elle fut l'épouse du réalisateur Robert Ménégoz, mort en 2013.
De février à septembre 2020, à la suite de la démission d'Alain Terzian, son président, elle est nommée présidente par intérim de l'Académie des César dans l'attente d'une assemblée générale extraordinaire,.
Margaret Menegoz meurt le 7 août 2024,, à l’âge de 83 ans, à Montpellier.

## Filmographie
- 1976 : Flocons d'or de Werner Schroeter
- 1977 : L'Ami américain de Wim Wenders
- 1978 : Perceval le Gallois d'Éric Rohmer
- 1978 : Koko, le gorille qui parle de Barbet Schroeder
- 1978 : Le Passe-montagne de Jean-François Stévenin
- 1981 : La Dame aux camélias de Mauro Bolognini
- 1981 : La Femme de l'aviateur d'Éric Rohmer
- 1982 : Lettres d'amour en Somalie de Frédéric Mitterrand
- 1982 : Le Beau mariage d'Éric Rohmer
- 1983 : Danton d'Andrzej Wajda
- 1983 : Liberty belle de Pascal Kané
- 1983 : Un jeu brutal de Jean-Claude Brisseau
- 1984 : Les Nuits de la pleine lune d'Éric Rohmer
- 1984 : Tricheurs de Barbet Schroeder
- 1984 : Tartuffe de Gérard Depardieu
- 1986 : Le Rayon vert d'Éric Rohmer
- 1987 : L'Ami de mon amie d'Éric Rohmer
- 1987 : Dandin de Roger Planchon
- 1988 : Les Possédés d'Andrzej Wajda
- 1988 : De bruit et de fureur de Jean-Claude Brisseau
- 1989 : Noce blanche de Jean-Claude Brisseau
- 1990 : Conte de printemps d'Éric Rohmer
- 1990 : Europa Europa de Agnieszka Holland
- 1991 : Le Jour des rois de Marie-Claude Treilhou
- 1992 : Conte d'hiver d'Éric Rohmer
- 1992 : La Règle du je de Françoise Etchegaray
- 1993 : Louis, enfant roi de Roger Planchon
- 1996 : Conte d'été d'Éric Rohmer
- 1998 : Lautrec de Roger Planchon
- 1999 : A mort la mort ! de Romain Goupil
- 2000 : La Saison des hommes de Moufida Tlatli
- 2000 : La vierge des tueurs de Barbet Schroeder
- 2002 : Une pure coïncidence de Romain Goupil
- 2003 : Le Temps du loup de Michael Haneke
- 2003 : Raja de Jacques Doillon
- 2004 : Ne quittez pas ! d'Arthur Joffé
- 2005 : Caché de Michael Haneke
- 2009 : Le Ruban blanc de Michael Haneke
- 2010 : Les Mains en l'air de Romain Goupil
- 2011 : De bon matin de Jean-Marc Moutout
- 2012 : Amour de Michael Haneke
- 2013 : Heimat d'Edgar Reitz
- 2015 : Les Jours venus de Romain Goupil
- 2015 : Amnesia de Barbet Schroeder
- 2015 : Une enfance de Philippe Claudel
- 2017 : Happy End de Michael Haneke
- 2017 : Le Vénérable W. de Barbet Schroeder

## Distinctions

### Récompenses
- 1982 : Prix Louis-Delluc en 1982 pour Danton d'Andrzej Wajda
- 1984 : Bafta du meilleur film étranger en 1984 pour Danton d'Andrzej Wajda
- 1986 : Lion d'or du Festival de Venise 1986 pour Le Rayon vert d'Éric Rohmer
- 2009 : Palme d'or du Festival de Cannes 2009 pour Le Ruban blanc de Michael Haneke
- 2009 : European Film Award du film de l'année en 2009 pour Le Ruban blanc de Michael Haneke
- 2010 : Golden Globe du meilleur film étranger en 2010 pour Le Ruban blanc de Michael Haneke
- 2012 : Palme d'or du Festival de Cannes 2012 pour Amour de Michael Haneke
- 2012 : European Film Award du film de l'année en 2012 pour Amour de Michael Haneke
- 2013 : Bafta du meilleur film étranger en 2013 pour Amour de Michael Haneke
- 2013 : Golden Globe du meilleur film étranger en 2013 pour Amour de Michael Haneke
- 2013 : Oscar du meilleur film étranger en 2013 pour Amour de Michael Haneke
- 2013 : César du meilleur film en 2013 pour Amour de Michael Haneke
- 2013 : prix Raimondo Rezzonico du meilleur producteur indépendant au festival du film de Locarno

### Nominations
- 1983 : César du meilleur film en 1983 pour Danton d'Andrzej Wajda
- 1985 : César du meilleur film en 1985 pour Les Nuits de la pleine lune d'Éric Rohmer
- 2010 : César du meilleur film étranger en 2010 pour Le Ruban blanc de Michael Haneke
- 2010 : Bafta du meilleur film étranger en 2010 pour Le Ruban blanc de Michael Haneke
- 2010 : Oscar du meilleur film étranger en 2010 pour Le Ruban blanc de Michael Haneke
- 2013 : Oscar du meilleur film en 2013 pour Amour de Michael Haneke

### Décorations
- Commandeur de l'ordre national du Mérite Elle a été promue officier le 16 octobre 2007, puis a obtenu le grade de commandeur par décret du 13 mai 2016 [10].